# Raión de Trostianets
Raión de Trostianéts (en ucraniano: Тростянецький район) es un antiguo raión o distrito de Ucrania en el óblast de Vínnytsia. La capital fue la ciudad de Trostianéts.
Comprende una superficie de 860 km².

## Demografía
Según estimación 2010, contaba con una población total de 42530 habitantes.

## Otros datos
El código KOATUU es 524100000. El código postal 24300 y el prefijo telefónico +380 4343.